# Punchoo
Punchoo war eine Masseneinheit (Gewichtsmaß) auf den vorderindischen Inseln Junk Seilan und Selenga.
Das Maß leitete sich von dem Maß Put ab, das seinen Namen einer Zinnmünze verdankt und war das kleinste Maß in der Maßkette.
Die Maßkette war in etwa:
- 1 Bahār = 8 Capins = 80 Bis = 240 Puts = 720 Punchoos
- 1 Put = 688 Gramm
- 1 Punchoo = 229 Gramm